# Justin Bruening
Justin Bruening est un acteur et mannequin américain, né le 24 septembre 1979 à St. Helena dans l’état du Nebraska.

## Biographie

### Jeunesse et formation
Justin Bruening est né le 24 septembre 1979 à St. Helena dans l’état du Nebraska, où il grandit et reçoit son diplôme d'études secondaires.

### Carrière
Après ses études, Justin Bruening s’installe à San Diego en Californie. Il est repéré, au McDonald's à Escondido au nord de San Diego, par une agent de Scott Copeland International qui l’offre un premier emploi sur la modélisation pour Abercrombie & Fitch.
Il est remarqué par une directrice de casting de La Force du destin (All My Children). À l’origine, il est auditionné pour le rôle d’Adam « JR » Chandler Jr avant d’être officiellement dans le rôle James « Jamie » Martin en juillet 2003. Entre 2004 et 2005, il garde le même rôle dans On ne vit qu'une fois (One Life to Live). Entretemps, il apparaît dans un épisode de La Star de la famille (Hope & Faith). Il est cependant pressenti pour le rôle de Superman dans Superman Returns de Bryan Singer avant que ce ne soit Brandon Routh.
En 2007, il apparait dans un épisode de Cold Case : Affaires classées (Cold Case) ainsi qu’en 2008, dans le rôle principal de Mike Tracer, dans Le Retour de K 2000 (Knight Rider) jusqu’en 2009.
En 2013, il intègre la neuvième saison de Grey's Anatomy dans le rôle récurrent de l'ambulancier Matthew Taylor.
En 2018, Justin qui a incarné Matthew Taylor, l’ancien fiancé d’April Kepner (Sarah Drew), sera de retour dans Grey's Anatomy.
La même année, il obtient le premier rôle masculin du drame de guerre Indivisible dans lequel il donne la réplique à ses anciens collègues de Grey's Anatomy, Sarah Drew et Jason George ainsi que les acteurs Tia Mowry-Hardrict, Madeline Carroll, Eric Close et Michael O'Neill. Le film suit le destin véritable de Darren Turner, un aumônier de l'armée américaine, soldat décoré pour son action en Irak. Lorsqu'il rentre chez lui, il retrouve sa femme Heather. Mais leurs retrouvailles sont compliquées pour l'ancien soldat. Il n'a que sa foi pour lui permettre de tenter de sauver son mariage.
En 2019, il décroche l'un des rôles récurrents d'une série de la plateforme Netflix, À l'ombre des Magnolias (Sweet Magnolias), aux côtés de JoAnna García Swisher, Heather Headley et Brooke Elliott. La série est disponible depuis le 19 mai 2020 sur Netflix.  

### Vie privée
Le 5 juin 2005, Justin Bruening se marie à l'actrice américaine Alexa Havins, sa co-star de La Force du destin, avec qui il a une fille Lexington Grace Bruening (née le 9 août 2010), un fils, Zane, né en 2013 et une deuxième fille née en décembre 2015.

## Filmographie

### Cinéma
- 2006 : Fat Girls d’Ash Christian : Teddy
- 2017 : The Monster Project de Victor Mathieu : Devon
- 2018 : He's Out There de Quinn Lasher : Quinn Lasher : Shawn
- 2018 : Indivisible de David G. Evans : Darren Turner

### Télévision

#### Téléfilms
- 2008 : Le Retour de K 2000 (Knight Rider) de Steve Shill : Mike Tracer
- 2010 : Le Droit à l'amour (Class) de David S. Cass Sr. : Whitt Sheffield
- 2011 : Wonder Woman de Jeffrey Reiner : Steve Trevor
- 2012 : 193 coups de folie (Blue Eyed Butcher) de Stephen Kay : Jeff Wright
- 2012 : Le Noël des sœurs March (The March Sisters at Christmas) de John Stimpson : Teddy
- 2013 : La Maison des souvenirs (The Thanksgiving House) de Kevin Connor : Everett Mather
- 2018 : Un Noël décisif (Last Vermont Christmas) de David Jackson : Nash
- 2020 : Un trésor sous votre sapin (Swept Up by Christmas) de Philippe Gagnon : Reed

#### Séries télévisées
- 2003-2011 : La Force du destin (All My Children) : James Edward "Jamie" Martin (163 épisodes)
- 2004-2005 : On ne vit qu'une fois (One Life to Live) : Jamie Martin (8 épisodes)
- 2004 : La Star de la famille (Hope & Faith) : Jake (saison 2, épisode 11 : Do I Look Frat in This?)
- 2007 : Cold Case : Affaires classées (Cold Case) : Spencer Mason (saison 5, épisode 5 : Thick as Thieves)
- 2008 : Les Experts : Miami (CSI: Miami) : Craig Abbott (saison 6, épisode 10 : My Nanny)
- 2008 : Turbo Dates (saison 2, épisode 8 : 3:10 to Puma)
- 2008-2009 : Le Retour de K 2000 (Knight Rider) : Mike Tracer (18 épisodes)
- 2011 : Castle : Rob Tredwyck (saison 3, épisode 21 : The Dead Pool)
- 2011 : Georgia dans tous ses états (State of Georgia) : Brad (saison 1, épisode 2 : Flavor of the Week)
- 2011 : Friends with Benefits (saison 1, épisode 13 : The Benefit of Full Disclosure)
- 2011 : Les Experts : Manhattan (CSI: NY) : Hank Frazier (saison 8, épisode 5 : Air Apparent)
- 2011-2012 : Ringer : Tyler Barrett (9 épisodes)
- 2012-2013 : Switched (Switched at Birth) : le chef Jeff Reycraft (9 épisodes)
- 2013 / 2018 : Grey's Anatomy : Matthew Taylor (16 épisodes)
- 2013 : Hawaii 5-0 : le lieutenant-commandant Billy Harrington (5 épisodes)
- 2013-2014 : Ravenswood : Benjamin Price (4 épisodes)
- 2014 : Royal Pains : Chase (saison 6, épisode 12 : A Bigger Boat)
- 2015 : Les Experts : Cyber (CSI: Cyber) : Evan Wescott (saison 1, épisode 6 : The Evil Twin)
- 2015 : The Messengers : Leo Travers (3 épisodes)
- 2015 : Blood and Oil : Richard Ford (saison 1, épisode 1 : Pilot)
- 2016-2017 : Good Behavior : Kyle Dash (5 épisodes)
- 2017 : Rosewood: Micah Holmes (saison 2, épisode 14 : White Matter & the Ways Back)
- 2020 : Lucifer : Jed Moore (saison 5, épisode 6)
- depuis 2020 : À l'ombre des Magnolias (Sweet Magnolias) : Cal Maddox (rôle principal)
- 2024 : NCIS : Enquêtes spéciales : Lieutenant Bryce Prescott (saison 22, épisode 3)

## Distinction
Récompense
- Soap Opera Digest Awards 2005 : Révélation masculine dans La Force du destin (All My Children)[12]